# Рогатый гремучник
Рогатый гремучник (лат. Crotalus cerastes) — вид ядовитых змей из рода настоящих гремучников подсемейства ямкоголовых семейства гадюковых. Обитает на юго-западе США и северо-востоке Мексики. От других представителей рода отличается небольшими размерами, наличием «рожек» над глазами и передвижением так называемым «боковым ходом».

## Внешний вид

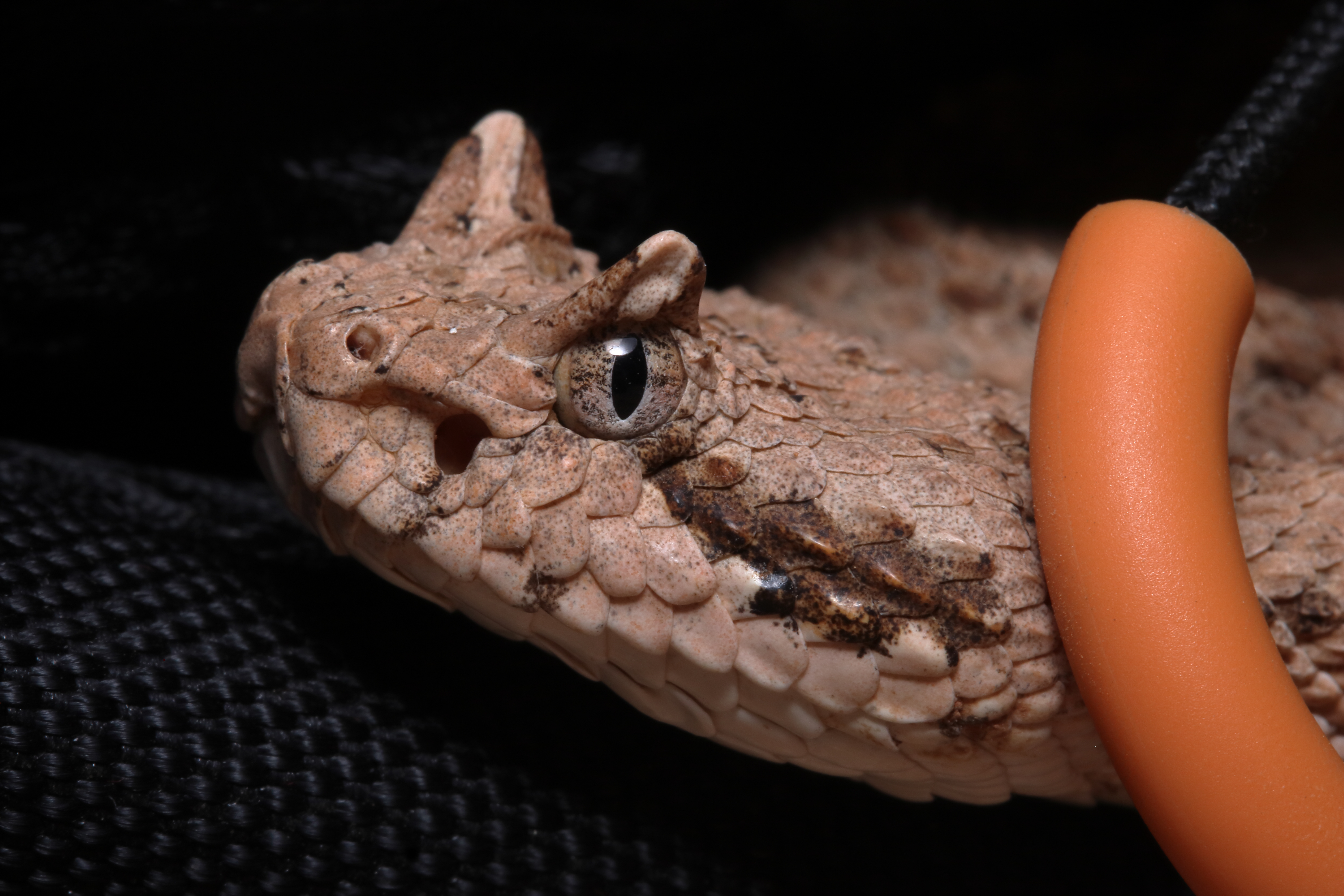
Голова рогатого гремучника

Один из самых мелких представителей рода. Длина тела достигает 43—84 см. Туловищные чешуйки килеватые, вокруг середины тела обычно 21 ряд. Надглазничные щитки заострены и направлены вверх, образуя короткие рожки, которые отличат этот вид от других гремучников. Окраска обычно бледная, сливающаяся с субстратом. Основной фон тела кремовый, светло-коричневый, розовый, сероватый или буровато-песочный с рисунком из сероватых, желтовато-коричневых или светло-коричневых пятен вдоль позвоночника и мелких тёмных пятнышек по бокам. Через глаз проходит тёмная полоса.

## Ареал и места обитания
Распространён на территории юго-западных штатов США и северо-западных штатов Мексики от юго-восточной Аризоны, южной Невады и крайнего юго-запада Юты через юго-западную Аризону до северо-востока Нижней Калифорнии и северо-запада Соноры. Обитает также на острове Тибурон. Встречается на высотах ниже уровня моря до 1830 м над уровнем моря, но обычно не более 1200 м.
Обитает в пустынях на развеваемых песках, равнинах с песчаными отмелями и дюнах с редкой растительностью, представленной ларреей трёхзубчатой или мескитовым деревом (англ. Mesquite). Иногда встречается на каменистых субстратах.

## Поведение

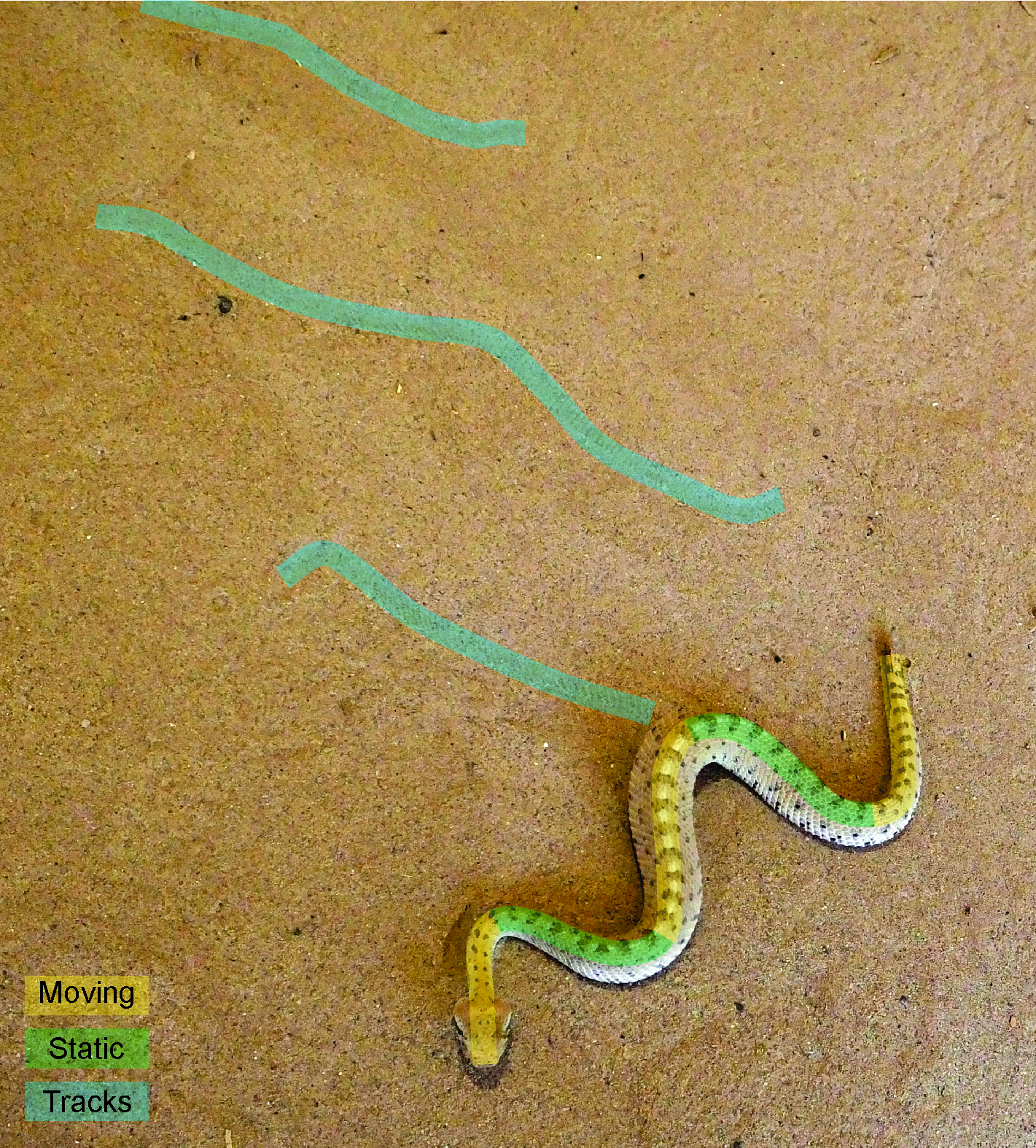
«Боковой ход» рогатого гремучника

В отличие от других представителей рода рогатые гремучники передвигаются «боковым ходом», что по-видимому является адаптацией к обитанию в пустыне, так как уменьшает скольжение на рыхлом песке и нагрев тела от него. При таком передвижении они оставляют на песке следы, напоминающие перевёрнутую букву J, крючки которых ориентированы по направлению движения змеи.
Активен преимущественно в ночное время. Днём обычно прячется в норах других животных, сворачивается в неглубоких вырытых самостоятельно ямках под кустами или зарывается в песок. Зиму (с ноября по апрель) проводит в норах грызунов или черепах вместе с другими змеями (до 100 особей).

## Питание
Питается мешотчатыми прыгунами, гоферами, ящерицами, иногда птицами и их птенцами.

## Размножение и развитие
Живородящий вид. Самки рождают 2—18 детёнышей в июле—сентябре. Молодые змеи используют хвост в качестве приманки для добычи.

## Подвиды
По данным Reptile Database на май 2025 года выделяют три подвида:
- Crotalus cerastes cerastes Hallowell, 1854 — распространён на востоке Калифорнии, западе Невады, юго-западе Юты и северо-западе Аризоны;
- Crotalus cerastes cercobombus Savage & Cliff, 1953 — обитает на северо-западе Соноры и в Аризоне;
- Crotalus cerastes laterorepens Klauber, 1944 — населяет Калифорнию, Аризону, северо-восток Нижней Калифорнии и северо-запад Соноры.